# Salvia nanchuanensis
Salvia nanchuanensis là một loài thực vật có hoa trong họ Hoa môi. Loài này được H.t'S.Sun miêu tả khoa học đầu tiên năm 1977.